# Наджд
Наджд (на арабски: نجد), среща се и като Неджд, представлява централната част на Саудитска Арабия. Той е считан за родното място на движението Уахабизъм. Известен е със своето пуританско интерпретиране на исляма (ханбали).
Повечето саудити в Наджд са уахабисти. 28% от саудитите живеят в Наджд. Той се състои от минтаките Рияд, Ал-Касим и Хаил.
За разлика от Хиджаз, Наджд е географски отдалечен и следователно силно настрана от царуването на важните чуждоземни империи.